# Pagiopalus atomarius
Pagiopalus atomarius là một loài nhện trong họ Philodromidae.
Loài này thuộc chi Pagiopalus. Pagiopalus atomarius được Eugène Simon miêu tả năm 1900.